# MNK Porto Tolero Ploče
MNK Porto Tolero, je hrvatski malonogometni klub iz Ploča koji se natječe u 2. HNL – Jug.

## Povijest
MNK Porto Tolero osnovan je 10. lipnja 1997. godine. Porto se u početku natjecao u 2. hrvatskoj malonogometnoj ligi te je sezone 1999/2000. izborio ulazak u prvu ligu. Nekoliko su se sezona borili s prvoligaškim ‘divovima’, a najbolji plasman su imali u sezoni 2002/2003. kada su zauzeli 9. mjesto. Jednu sezonu nakon, nisu uspjeli izdržati te su se nakon četiri sezone provedene u prvoj ligi vratili u drugu. Sada Porto nastupa u 1.županijska istok
Škola nogometa ”Porto Tolero” počela je s aktivnim radom 2007. godine te sve do sada privače veliki broj djece. Krenuvši od najmlađih, onih s 10 godina. pa sve do juniora točnije igrača do 18 godina.

## Vanjske poveznice
- Službena stranica  Arhivirana inačica izvorne stranice od 19. veljače 2013. (Wayback Machine)
- crofutsal.com
- futsalplanet.com